# Tomáš Babiak
Tomáš Babiak (11. března 1949, Nitra – 29. září 1983, Starý Smokovec) byl několikanásobný mistr Československa a československý rekordman v hodu oštěpem.

## Život
Vystudoval Fakultu tělesné výchovy a sportu Univerzity Komenského v Bratislavě. V letech 1973 až 1974 byl sportovním instruktorem v armádním středisku vrcholového sportu v Banské Bystrici. Roku 1975 se stal členem Dukly Praha, kde působil až do roku 1981. Jeho trenérem v Dukle byl Miloslav Vlček, který současně trénoval i pozdějšího mistra světa v hodu diskem Imricha Bugára.

## Sportovní úspěchy
Tomáš Babiak v roce 1967 jako dorostenec překonal československý rekord v hodu oštěpem a o tři roky později v téže disciplíně i juniorský rekord. V roce 1974 se stal mistrem Československa v hodu oštěpem výkonem 74,76 m. Následujícího roku si vítězství na mistrovství zopakoval, tentokrát výkonem 78,14 m. 6. července 1975 při mezistátním trojutkání Československo – USA – Polsko na stadionu Evžena Rošického v Praze Tomáš Babiak překonal československý rekord v hodu oštěpem výkonem 83,48 m. Dne 2. května 1976 v Budapešti rekord ještě vylepšil na hodnotu 84,72 m.
Stabilní formu potvrdil výkonem 83,10 m na Mistrovství Československa v atletice 1976 v Třinci a stal se již potřetí mistrem Československa. Zúčastnil se též Mistrovství Evropy v atletice 1978 v Praze, kde se mu ale nepodařilo probojovat z kvalifikace do finále. Další mistrovské tituly získal roku 1979 na mistrovství Československa v Praze výkonem 77,32 m a na mistrovství Československa v Ostravě v roce 1981 výkonem 79,58 m. Celkem 22× reprezentoval Československo v mezistátních utkáních, z toho 5× to byl Evropský pohár v atletice družstev, kde dosáhl dobré výsledky. Roku 1981 v kvalifikační skupině poháru obsadil třetí místo a v B–finále poháru, do něhož se reprezentanti Československa probojovali, taktéž třetí místo.

## Výkonnostní vývoj
Nejlepší výkonnost v hodu oštěpem měl Tomáš Babiak v letech 1975 až 1978. Potom se už jeho výkonnost postupně snižovala a za několik let (v roce 1983) jeho československý rekord překonal další oštěpař – Zdeněk Adamec.
| Rok   | 1974  | 1975  | 1976  | 1977  | 1978  | 1979  |
| Výkon | 80,58 | 83,48 | 84,72 | 81,28 | 84,44 | 79,54 |

## Postavení v dlouhodobých československých tabulkách
Tomáš Babiak je na druhém místě dlouhodobé tabulky nejlepších výkonů československých atletů v hodu oštěpem (oštěp používaný do 31.3.1986). Na prvním místě je Zdeněk Adamec a na třetím místě Jan Železný.
| Pozice | Atlet         | Výkon   | Datum           | Místo      |
| ------ | ------------- | ------- | --------------- | ---------- |
| 1.     | Zdeněk Adamec | 92,94 m | 25. května 1985 | Praha      |
| 2.     | Tomáš Babiak  | 84,72 m | 2. května 1976  | Budapešť   |
| 3.     | Jan Železný   | 84,68 m | 18. května 1985 | Praha      |
| 4.     | Josef Hanák   | 82,74 m | 27. srpna 1977  | Ostrava    |
| 5.     | Jan Kolář     | 82,32 m | 15. června 1985 | Bratislava |

## Postavení v evropských tabulkách
Výkon 83,48 m z roku 1975 zařadil Tomáše Babiaka na 19. místo evropských tabulek nejlepších výkonů v hodu oštěpem za tento rok, což bylo tehdy po dlouholeté stagnaci této disciplíny v Československu úspěchem. Jeho osobní rekord 84,72 m v roce 1976 znamenal dělené 18. až 19. místo v evropských tabulkách nejlepších výkonů roku v hodu oštěpem.